# Lenda Negra da Inquisição Espanhola
A Lenda Negra da Inquisição Espanhola é a existência de uma série de mitos e invenções sobre a Inquisição Espanhola, usados como propaganda contra o Império Espanhol, em uma época de forte rivalidade militar, comercial e política entre potências europeias, a partir do século XVI. A propaganda descreve a inquisição como o epítome da barbárie humana, com cenas fantásticas de torturas, caça às bruxas e frades maus. Como tal, faz parte da propaganda da Lenda Negra espanhola, bem como da propaganda anticatólica, e um dos temas mais recorrentes.
O historiador Edward Peters define-a como: 
um corpo de mitos e lendas que, entre os séculos XVI e XX, estabeleceu o caráter percebido dos tribunais inquisitoriais que influenciaram todas as tentativas subseqüentes de recuperar a realidade histórica.
Henry Kamen: 
Em todos os momentos, as nações imperiais tendem a sofrer ... na arena da opinião pública, e a Espanha não foi exceção, tornando-se a primeira vítima de uma longa tradição de polêmica que escolheu a Inquisição como o ponto de ataque mais saliente.

## Lenda Negra
O mecanismo de operação da lenda negra levando em consideração a a ideia que: a Inquisição Espanhola existia, era um fenômeno de intolerância religiosa e praticava tortura, torcendo-a, misturando-a com invenções e soprando-a fora da proporção real (números impossíveis e infundados relatados, os quais representariam um terço da população e impactaria a economia de maneiras que não foram observadas; além de descrições fanáticas de máquinas de tortura e histórias de sadismo e mutilação de milhões de pessoas, freqüentemente fabricadas em oficinas de propaganda ); ignorando ou distorcendo o contexto (tanto a intolerância religiosa quanto a tortura eram práticas comuns em toda a Europa, e entre as manifestações disso a inquisição espanhola se mostrou entre as mais brandas); ignorando quaisquer traços positivos (foi o primeiro órgão judicial na Europa a operar de acordo com um sistema e não a revelia judicial, a tortura foi restrita a 15 minutos por sessão e permitida apenas a adultos sob condições muito específicas por um período de um ano. definir um número definido de vezes, inquisidores não puderam coletar sangue, mutilar ou causar danos permanentes às vítimas modo que o uso de pranchas de água era o método mais comum, em oposição aos fanáticos dispositivos retratados na propaganda, um médico precisava estar presente (a maioria dos inquisidores não acreditava em bruxaria, etc…); e finalmente deixar de mencionar sistematicamente ações semelhantes de outras instituições ou nações). Essa construção, a Lenda Negra, transforma um evento relativamente regular ou normal —para o contexto —em uma excepcionalidade em escopo e natureza, unida a uma nação. Como tal, a Lenda Negra da Inquisição é criada para demonizar o outro —Espanha e/ou catolicismo —e mantida como auto-justificativa para aqueles cujas próprias ações são ofuscadas ou ignoradas.

## Origem

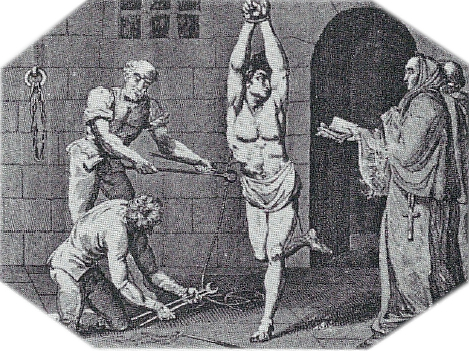
Imagem européia típica da Inquisição do século XVIII.

O historiador Kamen estabelece duas fontes para a Lenda Negra da Inquisição Espanhola. Em primeiro lugar, uma origem católica italiana e, em segundo lugar, um fundo protestante na Europa Central e do Norte. A maioria dos historiadores atribui a maior parte do peso à origem protestante e calvinista, uma vez que na propaganda italiana os espanhóis eram mais frequentemente retratados como ateus ou judeus do que como fanáticos.

### Itália
A crescente influência durante o século XVI da coroa aragonesa e depois da espanhola na península italiana levou a opinião pública, incluindo o papado, a ver os espanhóis como uma ameaça. Uma imagem desfavorável da Espanha cresceu e, naturalmente, acabou envolvendo uma visão negativa da Inquisição. Revoltas contra a Inquisição nos territórios da Coroa Espanhola na Sicília ocorreram em 1511 e 1526 e meros rumores sobre o futuro estabelecimento de tribunais causaram tumultos em Nápoles em 1547 e 1564.
Os embaixadores dos governos italianos independentes promoveram a imagem de uma Espanha empobrecida, dominada por uma Inquisição tirânica. Em 1525, Contarini, embaixador veneziano, disse que todos tremem antes da Inquisição. Outro embaixador, Tiepolo, escreveu em 1563 que todo mundo tem medo de sua autoridade, que tem poder absoluto sobre propriedade, vida, honra e até as almas dos homens. Ele também comentou que o rei da Espanha a favorece como uma maneira de controlar a população. O embaixador Soranzo declarou em 1565 que a Inquisição tinha maior autoridade que o rei. Francesco Guicciardini, embaixador florentino na corte de Carlos I, afirmou que os espanhóis eram "aparentemente religiosos, mas não na realidade", quase as mesmas palavras de Tiepolo em 1536.
Em geral, os italianos consideravam a Inquisição um mal necessário para os espanhóis, cuja religião era questionável, senão falsa, depois de séculos de mistura com judeus e moriscos. De fato, depois de 1492, a palavra marrano tornou-se sinônimo de espanhol e o papa Alexandre VI foi chamado de "marrano circuncidado". No entanto, foi considerado um insulto colocar uma inquisição em Nápoles, uma vez que "não precisavam de uma inquisição". O argumento contra a Inquisição era frequentemente de indignação e não de medo. A explicação era que os espanhóis eram por natureza mais propensos à heresia do que os italianos, por isso ainda era considerado desnecessário na Itália. Outra força nessa rejeição foi a força dos Estados Papais. A Inquisição Papal estava operando em Nápoles como uma maneira de controlar o território desde a Idade Média. Uma das razões pelas quais a Espanha quis introduzir a Inquisição Espanhola foi precisamente combater ou reduzir essa influência estrangeira no território espanhol e, como tal, o papa e as potências rivais da Espanha convidaram, ou mesmo brindaram, a desobediência para tentar preservar seu poder em Nápoles.
As fontes italianas dificilmente podem ser consideradas como "parte da lenda", uma vez que a deformação dos fatos não é sistemática e sustentada ao longo do tempo, mas uma reação razoável a uma instituição estrangeira imposta a eles, mas foi usada fora de contexto quando a lenda já era estabelecida.

### Habsburgo e Espanha
A Inquisição Espanhola foi um dos braços administrativos e jurídicos da Coroa Espanhola. Foi criado, entre outras coisas, para manter sob controle famílias poderosas e nobres e a Igreja Católica Romana. Esses setores da sociedade tinham o poder de contestar ou esquivar-se da autoridade do rei em nível local, e também eram os dados demográficos com maiores taxas de alfabetização, riqueza e relações internacionais. O principal papel da Inquisição era impedir a divisão interna do império e, embora o aspecto religioso dele seja excessivamente enfatizado na imagem popular, a fragmentação do poder e as coalizões locais para disputar o poder real eram uma parte importante dessa coesão. bem. Ele investigou nobres que desejavam colocar seus próprios interesses locais sobre os interesses da coroa, e os desejos do papa de intervir e obter controle sobre o Império, geralmente com a ajuda de potências estrangeiras (aqui é onde o aspecto religioso se mistura e se mistura desde então). poderes geralmente eram protestantes). Como um órgão independente do Papa, a Inquisição Espanhola também tinha a capacidade de julgar o clero por corrupção e traição sem a interferência do Papa, o que permitiu ao rei responsabilizar o clero em seu reino e limitar a influência papal nele. Como conseqüência, a Inquisição abalou sistematicamente as penas das pessoas mais poderosas dentro do Império Espanhol, bem como no Vaticano.
Os registros do julgamento da Inquisição Espanhola mostram uma super-representação desproporcional de nobreza e clero entre aqueles que estão sendo investigados e processados. A grande maioria das investigações iniciadas pela Inquisição (investigações em pessoas de classe média e baixa foram geralmente a conseqüência da denúncia de vizinhos e raramente iniciada pela instituição). Entre os julgamentos, aqueles que são conduzidos por nobreza e clero também tiveram muito mais probabilidade de serem considerados culpados e condenados. Enquanto para o espanhol leigo que não tinha educação para colocar seus pensamentos no papel nem o poder de divulgá-los, a Inquisição era muito mais compassiva e branda do que a alternativa civil (os tribunais civis e as prisões do rei, sem comida e uso irrestrito de tortura), para os poderosos a Inquisição era muito pior do que costumavam ser nos tribunais civis (nenhuma prestação de contas). Os setores que a Inquisição Espanhola foi projetada para abordar e controlar também eram os mesmos setores que tinham a educação e os recursos para escrever e espalhar a escrita, bem como os que tinham algo a ganhar em qualquer campanha de propaganda. Por acidente, da mesma maneira que o resultado do descontentamento das pessoas foi o único que pôde escrever e falar sobre a instituição internacionalmente, ou por designação, as contas negativas da nobreza internacional da Espanha constituíram um grande número do total de contas da Inquisição produzida.

### Protestantismo
No norte da Europa, o confronto religioso e a ameaça do poder imperial espanhol deram origem à Lenda Negra, pois o pequeno número de protestantes executados pela Inquisição não teria justificado tal campanha. Os protestantes, que usaram com sucesso a imprensa para disseminar suas idéias, tentaram vencer com propaganda a guerra que não podiam vencer pela força das armas.
Por um lado, os teólogos católicos criticaram os protestantes como recém-chegados, que, diferentemente da Igreja Católica, não podiam provar uma continuidade desde o tempo de Cristo. Por outro lado, os teólogos protestantes argumentaram que isso não era verdade e que a deles era a verdadeira Igreja que havia sido oprimida e perseguida pela Igreja Católica ao longo da história. Esse raciocínio, delineado apenas por Lutero e Calvino, foi reforçado pela historiografia protestante posterior identificada com Wycliffe ou os lollards da Inglaterra, os hussitas da Boêmia e os valdenses da França. Tudo isso apesar do fato de que, no século XVI, os hereges foram perseguidos nos países católicos e protestantes. No final do século XVI, as denominações protestantes haviam se identificado com os hereges dos tempos anteriores e os definido como mártires.
Quando a perseguição aos protestantes começou na Espanha, a hostilidade sentida em relação ao papa foi imediatamente estendida para incluir o rei da Espanha, de quem dependia a Inquisição, e os dominicanos que a realizaram. Afinal, a maior derrota sofrida pelos protestantes estava nas mãos de Carlos I da Espanha na batalha de Mühlberg em 1547. Uma imagem da Espanha como campeã do catolicismo se espalhou por toda a Europa. Esta imagem foi em parte promovida pela coroa espanhola.

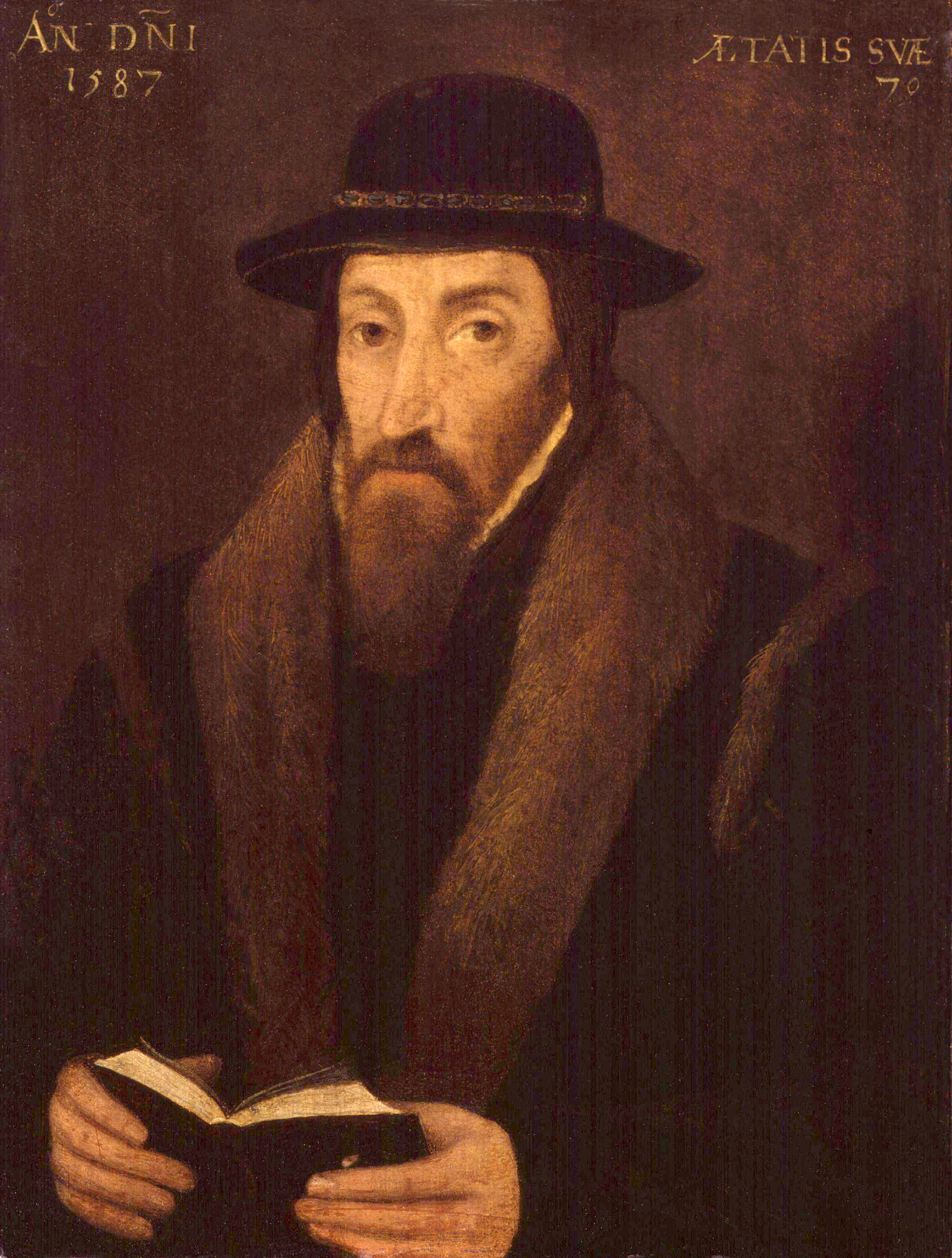
John Foxe (1516-1587) em uma gravura de um artista desconhecido.

Essa identificação pelos protestantes com os hereges, desde a conversão da Roma Imperial até o século XV, até a criação de martirologias na Alemanha e na Inglaterra, descrição da vida dos mártires com detalhes mórbidos, geralmente ilustrados com muita força, que circulavam entre os mais pobres classes e que incitaram indignação contra a Igreja Católica. Um dos mais famosos e influentes foi o Livro dos Mártires, de John Foxe (1516-1587). Foxe dedicou um capítulo inteiro à Inquisição Espanhola: A Inquisição execrável de Spayne.
Muitos dos temas repetidos mais adiante encontram-se neste texto: qualquer um pode ser julgado por qualquer trivialidade; a Inquisição é infalível; as pessoas geralmente são acusadas de ganhar dinheiro, por ciúmes ou esconder as ações da Inquisição; se a prova não for encontrada, é inventada; os prisioneiros são isolados sem contato com o mundo exterior em masmorras escuras, onde sofrem tortura horrível, etc. Foxe alertou que essa organização sinistra poderia ser introduzida em qualquer país que aceitasse a fé católica.
Outro livro influente foi o Sanctae Inquisitionis Hispanicae Artes (Exposição de Artes da Santa Inquisição Espanhola) publicado em Heidelberg em 1567 sob o pseudônimo Reginaldus Gonsalvius Montanus. Parece que Gonzalvius era um pseudônimo de Antonio del Corro, um teólogo protestante espanhol exilado na Holanda. Del Corro acrescentou credibilidade à sua história com seu conhecimento do tribunal. O livro foi um sucesso imediato, duas edições foram impressas entre 1568 e 1570 em inglês e francês, três em holandês, quatro em alemão e uma em húngaro, e o livro continuou a ser publicado e referenciado até o século XIX.
A história amplamente fabricada relata a história de um prisioneiro que passa por todas as etapas do processo e, acima de tudo, pelo interrogatório, permitindo que o leitor se identifique com a vítima. A descrição de Del Corro apresenta algumas das práticas mais extremas como rotineiras, como a inocência de todos os acusados, os oficiais da Inquisição são mostrados como desonestos e vaidosos e cada etapa do processo é mostrada como uma violação da lei natural. Del Corro apoiou o objetivo inicial da Inquisição, que era perseguir falsos convertidos e ele não previra que seu livro fosse usado para apoiar a Lenda Negra de maneira semelhante à de Bartolomeu de las Casas. Ele estava convencido de que os frades dominicanos haviam convertido a Inquisição em algo execrável, que Filipe II não estava ciente dos verdadeiros procedimentos e que o povo espanhol se opunha à organização sinistra.

### Bourbon Espanha
Da família Bourbon da Espanha levou o absolutismo e a centralização dos franceses a uma nação amplamente descentralizada e relativamente liberal. A reação foi de ressentimento e maior polarização da sociedade espanhola, já que a alta nobreza e a igreja, felizes com a nova aquisição de poder, tomaram partido e apoiaram a monarquia francesa (afrancesados), enquanto outros setores se polarizaram no crescente crescimento antimonárquico e anti-Hostilidade francesa. Esta situação contribuiu para alimentar a lenda negra da Inquisição de ambos os extremos. Por um lado, a corte da Espanha foi subitamente dominada por intelectuais franceses que vieram junto com o primeiro rei Bourbon. Como resultado, a visão historiográfica predominante foi a visão francesa, que retratou a Espanha e a Inquisição como violentas e bárbaras como consequência de séculos de rivalidade entre as duas potências. Os intelectuais espanhóis que desejavam avançar e obter reconhecimento no tribunal tiveram que adotar essas opiniões para ganhar respeito. Por outro lado, a proteção dos Bourbons absolutistas da igreja gerou uma identificação crescente na última, do antigo regime, do absolutismo monárquico e do rei. Eventualmente, intelectuais antimonárquicos e espanhóis ressentidos com a nova regra começaram a se identificar com as supostas crueldades da igreja medieval e da Inquisição como reflexos de sua própria opressão percebida sob os Bourbons. A Lenda Negra da Inquisição, já criada e embalada para consumo nos séculos XVI e XVII pela Inglaterra, Holanda e Alemanha, e introduzida na Espanha pela França, foi adotada por ambos os lados como acusação. Como a lenda usou a suposta crueldade da Inquisição para diminuir tanto a Espanha quanto o catolicismo, cada lado escolheu metade dela e a usou para defender o domínio francês "ilustrado" ou para atacar o absolutismo. Esse conflito proporcionou um novo corpo de textos completamente desinformados e não documentados sobre a Inquisição, escritos por espanhóis como propaganda contra certos aspectos do governo. Durante o século XVIII, a existência da referida Inquisição parecia acalmar as águas e a maioria das críticas se concentrou no passado. Durante a grave agitação do século XIX, o rei não se voltou contra potências estrangeiras, mas contra liberais espanhóis.
Alguns exemplos dessas contribuições liberais espanholas à lenda negra seriam as gravuras de Goya, os relatos narrativos de José del Olmo, as gravuras de Francisco Rizi (simpatizante italiano, mas espanhol).

## Política europeia no século XVI
Vários livros apareceram entre 1559 e 1562 que apresentavam a Inquisição como uma ameaça às liberdades desfrutadas pelos europeus. Esses escritos argumentavam que os países que aceitavam a religião católica não apenas perderam suas liberdades religiosas, mas também suas liberdades civis devido à Inquisição. Para ilustrar seu argumento, descreveriam autos-da-fé e torturas e forneceriam inúmeras histórias de pessoas que fugiram da Inquisição. A Reforma foi vista como uma libertação da alma humana das trevas e superstições.
A França, a Grã-Bretanha e a Holanda tinham as impressoras mais ativas do continente e eram usadas de maneira muito eficaz como meio de defesa quando esses países se sentiam ameaçados. Os documentos gerados entre 1548 e 1581 tornaram-se materiais de referência nos estudos de historiadores posteriores.

### Holanda
Havia um medo generalizado na Holanda, datado do reinado de Carlos I, de que o rei tentaria introduzir a Inquisição para reduzir as liberdades civis, mesmo que Filipe II tivesse declarado que a Inquisição Espanhola não era exportável. Filipe II reconheceu que a Holanda tinha sua própria inquisição mais cruel do que a da Espanha. Entre 1557 e 1562, os tribunais de Antuérpia executaram 103 hereges, mais do que foram mortos em toda a Espanha nesse mesmo período. Várias mudanças na organização da Inquisição Holandesa aumentaram o medo das pessoas, tanto da Inquisição Espanhola quanto da local. Além disso, a oposição cresceu tanto ao longo do século XVI que temia-se que a anarquia se rompesse se o calvinismo não fosse legalizado.

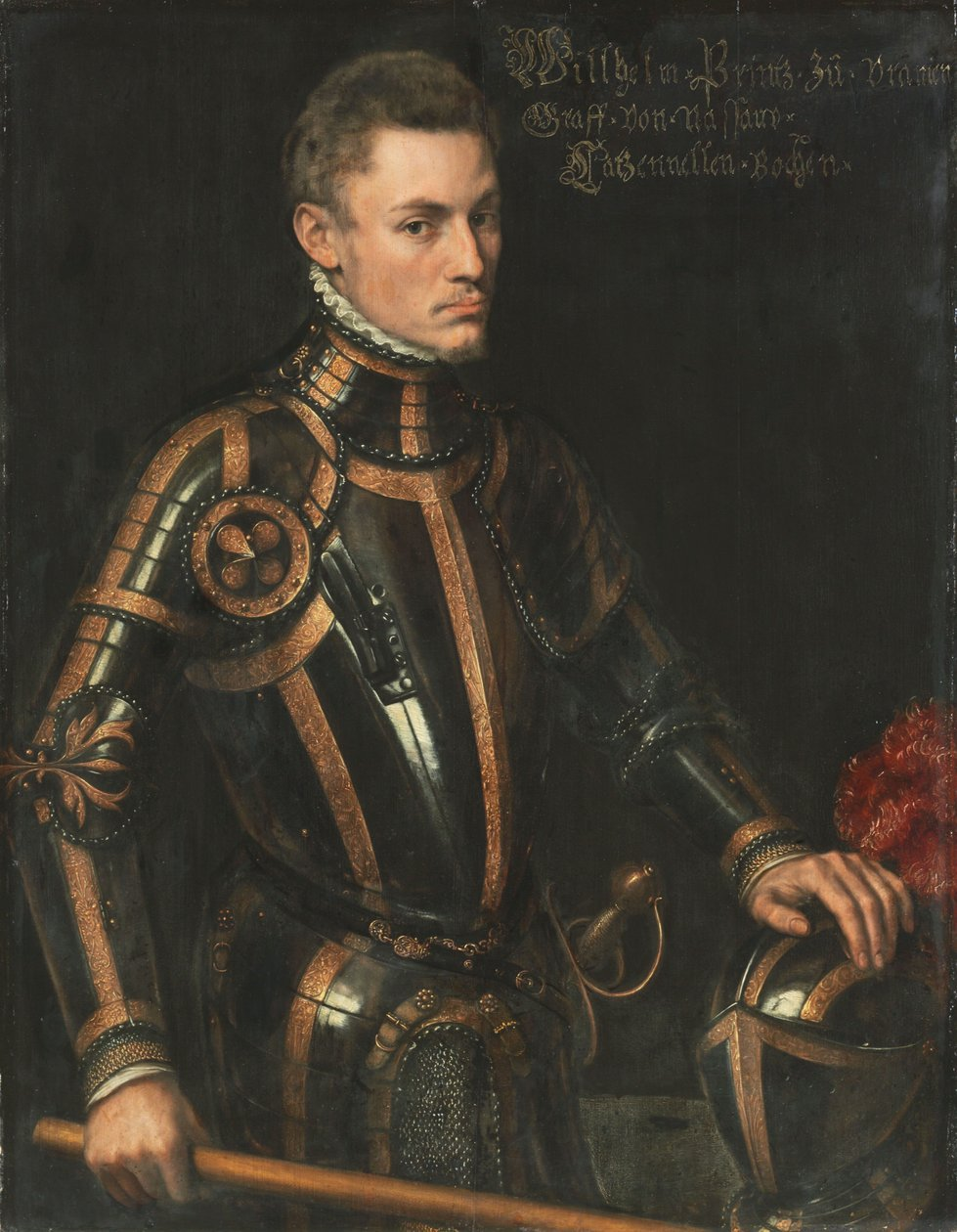
Guilher de Orange (1533-1584) pintado por C. Garschagen.

Esse medo foi manipulado pelos protestantes e pelos que pediam independência holandesa em panfletos como A Inquisição tirânica e não cristã que persegue a crença, escrita na Holanda ou A Forma da Inquisição Espanhola Introduzida na Baixa Alemanha no ano de 1550, publicada por Michael Lotter. Em 1570, refugiados religiosos apresentaram à Dieta Imperial um documento intitulado A Defensa e verdadeira declaração das coisas feitas ultimamente no país lowe, que descreviam não apenas os crimes perpetrados contra os protestantes, mas também acusavam a Inquisição Espanhola de incitar revoltas na Holanda, a fim de forçar Felipe II a exercer uma mão firme e o acusou da morte do príncipe Carlos das Astúrias .

### Grã-Bretanha
Os ingleses temiam uma invasão espanhola desde a Guerra Anglo-Espanhola e a necessidade de Elizabeth I da Inglaterra de se legitimar no trono após 20 anos de conspirações contra sua propaganda anti-espanhola estimulada.
Os monarcas católicos da Inglaterra criaram tribunais religiosos para combater a heresia, sendo a última criada por Maria I, Tudor. Os monarcas ingleses, sobretudo Elizabeth I, preferiram criar tribunais civis para reprimir dissidentes religiosos, sobretudo católicos, distanciando-se das práticas anteriores. Os católicos foram rotulados de hereges e identificados como traidores por um sistema que não era muito diferente da Inquisição. Chegou ao ponto de sequestrar um advogado católico inglês da Holanda, John Story, antes de levá-lo à Inglaterra para ser torturado, acusado de traição e conspiração e executado. O sistema pelo qual o governo insistiu em tentar traidores, e não hereges, permaneceu em vigor até o reinado de Jaime IV, que manteve a ilusão de que a Inquisição era uma instituição católica claramente identificada com Espanha e Roma.
Dessa forma, os fanáticos religiosos ganharam o apoio de outros que eram mais moderados e, acima de tudo, do governo, que financiou panfletos e publicava editais. Durante esse período, muitos panfletos foram publicados e traduzidos, incluindo A Fig for the Spanish. Um folheto publicado por Antonio Pérez em 1598, intitulado Um tratado paraenético que repetiu as alegações de Guilherme de Orange, conferindo um aspecto trágico ao príncipe Carlos das Astúrias e um fanatismo religioso a Filipe II e à Inquisição que sobreviveram à era moderna.

## O século XVII
Durante o século XVI, alguns pensadores católicos e protestantes já começaram a discutir a liberdade de consciência, mas o movimento foi marginal até o início do século XVII. Considerou que os estados que praticavam perseguição religiosa não eram apenas cristãos pobres mas também ilógicos, pois agiam com base em uma conjectura e não em uma certeza. Esses pensadores atacaram todos os tipos de perseguição religiosa, mas a Inquisição lhes ofereceu um alvo perfeito para suas críticas. Esses pontos de vista eram mais populares entre os seguidores de crenças religiosas minoritárias, "dissidentes", como remonstrantes, anabatistas, quakers, unitaristas, menonitas etc. De fato, Philipp van Limborch, o grande historiador da Inquisição, era um Remonstrante e Gilbert Brunet, um historiador inglês da Reforma era um latitudinarista.
No final do século XVI, as guerras religiosas na Europa deixaram claro que qualquer tentativa de tornar Estados religiosamente uniformes estava fadada ao fracasso. Os intelectuais, começando na Holanda e na França, afirmaram que o Estado deveria se ocupar com o bem-estar de seus cidadãos, mesmo que isso permitisse o crescimento da heresia de permitir tolerância em troca da paz social. No final do século XVII, essas idéias se espalharam para a Europa Central e a diversidade estava começando a ser considerada mais "natural" que a uniformidade, e que, de fato, a uniformidade ameaçava a riqueza de uma nação. A Espanha foi a demonstração perfeita disso. Começara a declinar economicamente em meados do século XVII, e a expulsão dos judeus e de outros cidadãos ricos e industriosos era considerada uma das principais razões para esse declínio. Além disso, as multas e apreensões de propriedades e riquezas piorariam o problema, pois o dinheiro estava sendo direcionado para áreas improdutivas da Igreja Católica.
A Inquisição foi, portanto, convertida em inimiga do Estado e, como tal, refletida como tal nos setores econômicos e políticos da época. Em 1673, Francis Willoughby escreveu A Relação de uma Viagem Realizada por Grande Parte da Espanha, na qual concluiu o seguinte: 
A Espanha está em muitos lugares, para não dizer mais, muito magra e quase desolada. As causas são:
1. Uma religião ruim
2. A Inquisição Tirânica
3. A multidão de prostitutas
4. A esterilidade do solo
5. A preguiça miserável do povo, muito parecida com o  galês e o irlandês, andando devagar e sempre sobrecarregada com um grande estrangulamento e uma longa espada.
6. A expulsão de judeus e mouros…
7. Guerras e plantações.

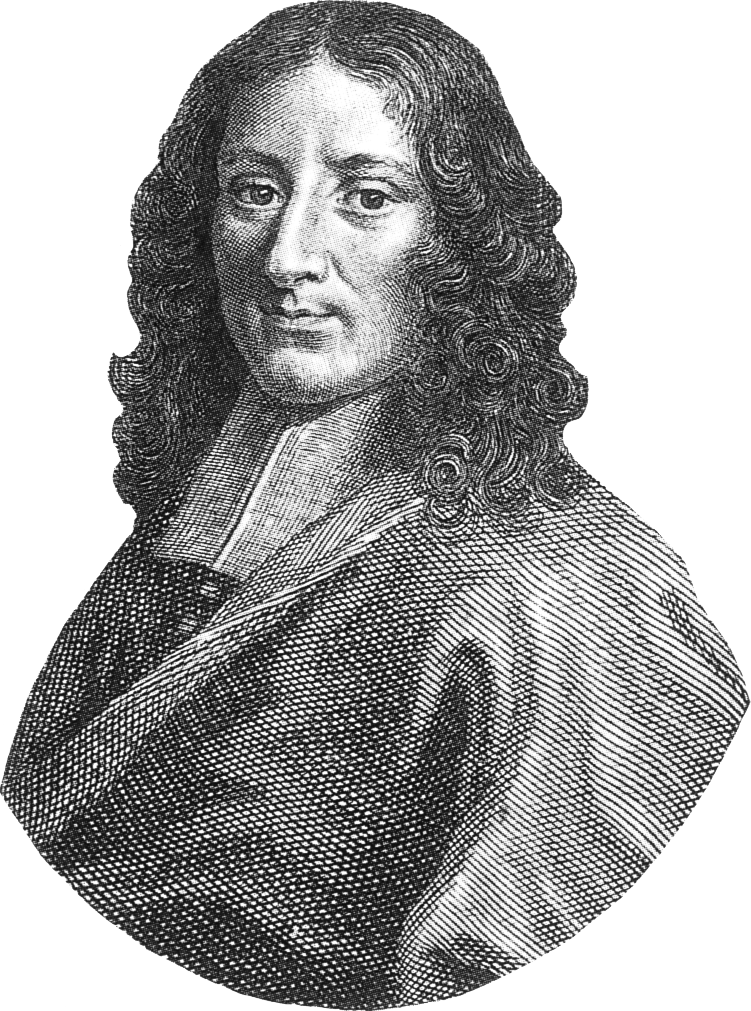
Pierre Bayle (1647–1706) em uma gravura de Pierre Savart.

As sociedades liberais da Europa começaram a menosprezar as sociedades que mantinham sua uniformidade; elas também eram objeto de análise social. Pensa-se que a existência da Inquisição em Portugal, Espanha e Roma se deve ao uso da força ou porque o espírito do povo foi enfraquecido, não foi considerado possível que a Inquisição fosse apoiada voluntariamente. Prevê-se que essa suposta fraqueza de espírito combinada com a força da Inquisição nesses países levasse à falta de imaginação e aprendizado, além de dificultar os avanços da ciência, literatura e artes. A Espanha, apesar da idade de ouro do Siglo de Oro e, embora a Inquisição geralmente se concentre apenas em questões doutrinárias, é representada após o século XVII como um país sem literatura, arte ou ciência.
A partir do século XVII, o "caráter espanhol" foi incluído como parte da análise da Inquisição. Esse suposto "caráter espanhol" foi divulgado em muitos livros de viagens, que eram o tipo de literatura mais popular do período. Uma das primeiras e mais influentes foi escrita pela condessa d'Aulnoy em 1691, na qual ela constantemente menosprezava as realizações espanholas nas artes e nas ciências. Outros livros notáveis do século XVIII incluem os de Juan Álvarez de Colmenar, (1701), Jean de Vayarac (1718), Pierre-Louis-Auguste de Crusy, Marquês de Marcillac, Edward Clarke, Henry Swinburne, Tobias George Smollett, Richard Twiss e inúmeros outros que perpetuaram a Lenda Negra. Observou-se que escritores influentes do Iluminismo, como Pierre Bayle (1647-1706), obtiveram grande parte de seu conhecimento da Espanha a partir dessas histórias.

## O Iluminismo
Montesquieu viu na Espanha o exemplo perfeito da má administração de um estado sob a influência do clero. Mais uma vez, a Inquisição foi considerada culpada da ruína econômica das nações, o grande inimigo da liberdade política e da produtividade social, e não apenas na Espanha e em Portugal, havia sinais em toda a Europa de que outros países poderiam ser "infectados" por esse contágio. Ele descreveu um inquisidor como alguém "separado da sociedade, em condições miseráveis, sedento de qualquer tipo de relacionamento, para que ele seja duro, implacável e inexorável…". Em seu livro "O Espírito das Leis", ele dedica o capítulo XXV.13 à Inquisição. O capítulo foi escrito de maneira a chamar a atenção para um jovem judeu que foi queimado até a morte pela Inquisição em Lisboa. Montesquieu é, portanto, um dos primeiros a descrever os judeus como vítimas.

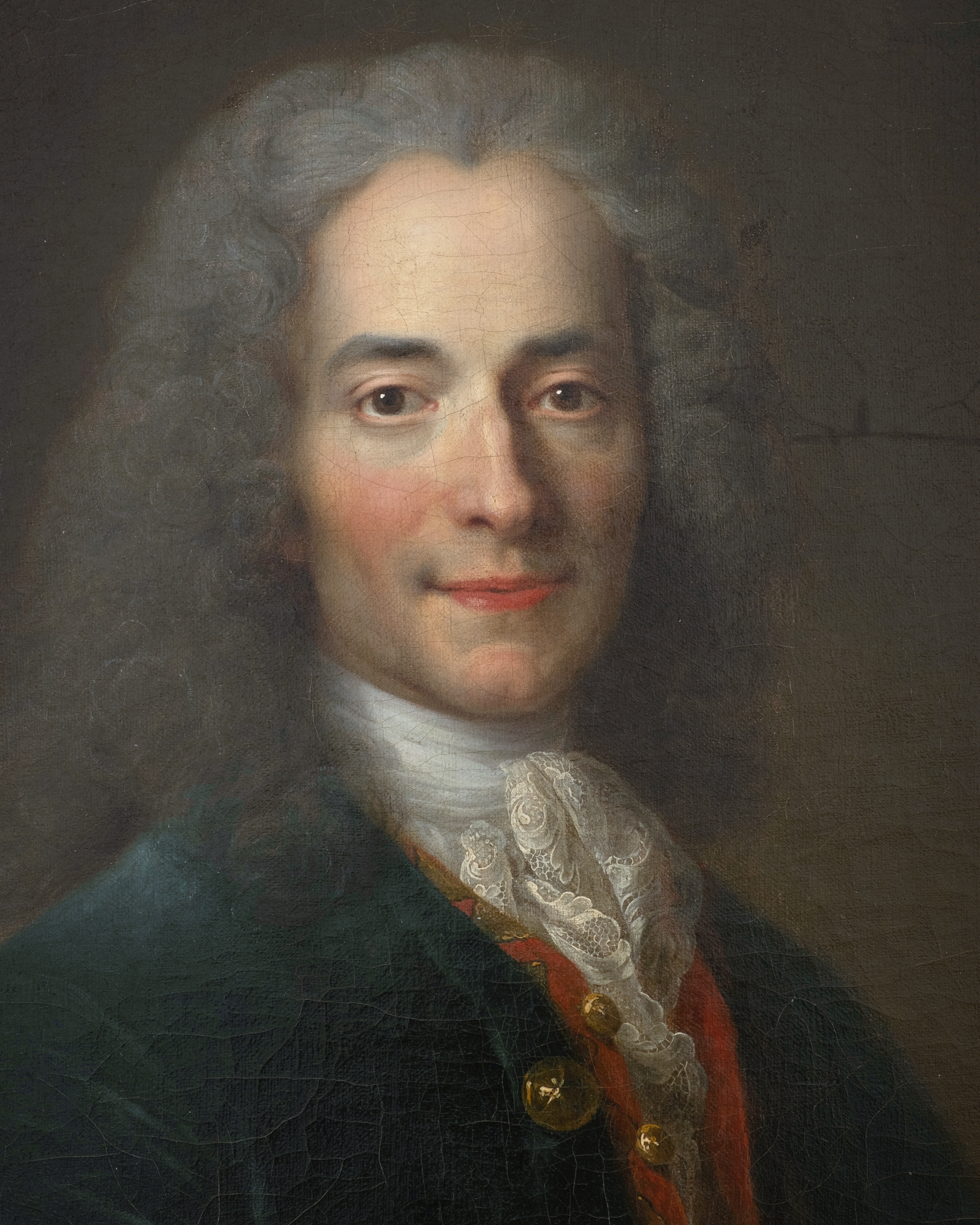
Voltaire (1694-1778), pintada por Nicolas de Largillière.

Nenhum autor do século XVIII fez mais para menosprezar a perseguição religiosa do que Voltaire. Voltaire não conhecia profundamente a Inquisição até mais tarde na vida, mas costumava usá-la para afiar sua sátira e ridicularizar seus oponentes, como mostra seu Don Jerónimo Bueno Caracúcarador, um inquisidor que aparece em Histoire de Jenni (1775). Em Candide (1759), um de seus títulos mais conhecidos, ele não mostra um conhecimento do funcionamento da Inquisição superior ao encontrado em livros de viagem e histórias gerais. Candide inclui sua famosa descrição de um auto-da-fé em Lisboa, uma joia satírica, que introduz a Inquisição na comédia. Os ataques de Voltaire à Inquisição tornaram-se mais sérios e agudos a partir de 1761. Ele mostra uma melhor compreensão e conhecimento do funcionamento interno do tribunal, provavelmente graças ao trabalho de Abbe Morellet, que ele usou extensivamente e ao conhecimento direto de alguns casos, como o de Gabriel Malagrida, cuja morte em Lisboa causou uma onda de indignação em toda a Europa.
Abbe Morellet publicou seu Petite écrit sur une matière intéresante e Manuel des Inquisiteurs em 1762. Ambos os trabalhos extraíram e resumiram as partes mais sombrias da Inquisição e concentraram-se no uso do engano para garantir convicções, tornando assim procedimentos conhecidos que mesmo os inimigos mais amargos da Inquisição haviam ignorado.
O abade Guillaume-Thomas Raynal alcançou uma fama equivalente à de Montesquieu, Voltaire ou Rousseau com seu livro Histoire philosophique et politique des établissements et commerce of européens dans les deux Indes, mesmo a ponto de em 1789 ser considerado um dos pais da Revolução Francesa. Sua História das Índias ganhou fama graças à sua censura e várias edições foram publicadas em Amsterdã, Genebra, Nantes e Haia entre 1770 e 1774. Como seria de esperar, o livro também foi sobre a Inquisição. Nesse caso, Raynal não criticou as mortes ou o uso de tortura, mas afirmou que, graças à Inquisição, a Espanha não havia sofrido guerras religiosas. Ele pensou que, para devolver a Espanha ao Concerto da Europa, seria necessário eliminar a Inquisição, o que exigiria a importação de estrangeiros de todas as crenças como o único meio de obter "bons resultados" em um período de tempo razoável; pois considerava que o uso de trabalhadores indígenas levaria séculos para alcançar os mesmos resultados.
Uma das obras mais importantes do século, L'Encyclopédie, dedicou uma de suas entradas à Inquisição. O artigo foi escrito por Louis de Jaucourt, um homem de ciência que estudou em Cambridge e que também escreveu a maioria dos artigos sobre a Espanha. Jaucourt não gostava muito da Espanha e muitos de seus artigos estavam cheios de invenções. Ele escreveu artigos sobre Espanha, Península Ibérica, Holanda, lã, mosteiros e títulos da nobreza, etc., todos depreciativos. Embora seu artigo sobre o vinho tenha elogiado o vinho espanhol, sua conclusão foi de que seu abuso pode causar doenças incuráveis.
O artigo sobre a Inquisição é claramente retirado dos escritos de Voltaire. Por exemplo, a descrição do auto-da-fé é baseada na dada por Voltaire em Candide. O texto é um ataque feroz contra a Espanha:
É o gênio dos espanhóis ter algo mais cruel do que outras nações… que é vista acima de tudo pelo excesso de atrocidades que eles usam no exercício de uma instituição na qual os italianos, seus inventores, dão muita doçura. Os papas construíram esses tribunais com política e os inquisidores espanhóis acrescentaram a barbárie mais atroz. —Louis de Jaucourt, ''L'Encyclopédie
Repetindo o que Voltaire já havia dito: "A Inquisição seria a causa da ignorância da filosofia em que a Espanha vive, graças à qual a Europa e "até a Itália" descobriram tantas verdades".
Após a publicação de L'Encyclopédie, surgiu um projeto ainda mais ambicioso, o da "Encyclopédie méthodique", que compreendia 206 volumes. O artigo sobre a Espanha foi escrito por Masson de Morvilliers e naturalmente menciona a Inquisição. Ele defende a teoria de que a monarquia espanhola nada mais é do que uma brincadeira da igreja e, especificamente, da Inquisição. Ou seja, a Inquisição é o verdadeiro governo da Espanha. Ele explica que a crueldade da Inquisição Espanhola se deve, em parte, à rivalidade entre os franciscanos e os dominicanos. Em Veneza e Toscana, a Inquisição estava nas mãos dos franciscanos e na Espanha, nas mãos dos dominicanos. Quem "para se distinguir nesta tarefa odiosa, foi levado a excessos sem precedentes". Ele conta a lenda de Filipe III que, ao ver a morte de dois condenados, comentou: "Aqui estão dois homens infelizes que estão morrendo por algo em que acreditam!" Quando a Inquisição foi informada, exigiu uma flebotomia do rei, cujo sangue foi queimado.

## Os séculos XIX e XX
O historiador Ronald Hilton atribuiu muita importância a esta imagem da Espanha no século XVIII. Isso daria a Napoleão a justificativa ideológica para sua invasão em 1807: os franceses iluminados levando sua luz para a Espanha atrasada e obscurecida. De fato, uma das reformas que Napoleão introduziu na Espanha foi a eliminação da Inquisição.
Além disso, o reverendo Ingram Cobbin MA, em uma reedição do século XIX de O Livro dos Mártires, de Foxe, encantou seus leitores com as mais fanáticas histórias sobre o que as tropas francesas encontraram na prisão da Inquisição quando ocuparam Madri
… eles encontraram instrumentos de tortura de todos os tipos… a terceira [máquina encontrada] era infernal, pendurada horizontalmente, na qual a vítima estava presa: a máquina pendurada entre duas coleções de facas, localizadas de maneira a girar com uma manivela, a carne dos membros das vítimas foi completamente rasgada em pequenos pedaços. A quarta [máquina] superou todas as outras em genialidade maligna. Seu exterior era um grande manequim ricamente vestido, com a aparência de uma mulher bonita, com os braços estendidos para abraçar a vítima. Um semicírculo foi desenhado no chão ao seu redor e a pessoa que cruzou essa marca mortal tocou uma mola que causou a abertura da máquina demoníaca, seus braços agarraram a vítima e milhares de facas o rasgaram.

### América
Do mesmo modo que a Inglaterra usou a Lenda Negra como arma política no século XVI, os Estados Unidos a usaram durante a Guerra da Independência Cubana. O político e orador americano Robert Green Ingersoll (1833-1899) é citado como tendo dito: 
A Espanha sempre foi extremamente religiosa e extremamente cruel… eles temiam que, se concedessem a menor concessão aos mouros, Deus os destruiria. A ideia deles era que a única maneira de garantir a ajuda divina era ter fé absoluta, e essa fé foi comprovada pelo ódio de todas as idéias inconsistentes com as suas próprias… A Espanha foi e é vítima de superstição… Nada foi deixado mas espanhóis; isto é, indolência, orgulho, crueldade e superstição infinita. Assim, a Espanha destruiu toda a liberdade de pensamento através da Inquisição, e por muitos anos o céu ficou lívido com as chamas do Auto de fé; A Espanha estava ocupada carregando bichas aos pés da filosofia, ocupada em queimar pessoas por pensar, por investigar, por expressar opiniões honestas. O resultado foi que uma grande escuridão se estabeleceu sobre a Espanha, perfurada por nenhuma estrela e brilhada por nenhum sol nascente.
Nos Estados Unidos, no século XIX, o conhecimento da Inquisição foi difundido por escritores e historiadores polêmicos protestantes como Prescott e John Lothrop, cuja ideologia influenciou a história. Junto com os mitos tecidos em torno da execução de bruxas na América, o mito da Inquisição foi mantido como uma abstração malévola, sustentada pelo anticatolicismo.
Segundo Peters, os termos inquisição, inquisitorial e caça às bruxas foram generalizados na sociedade americana na década de 1950 para se referir à opressão por seu governo, se referindo ao passado ou ao presente, possivelmente devido à influência de autores da sociedade européia contemporânea. Carey McWilliams publicou Witch Hunt: The Revival of Heresy em 1950, que foi um estudo do Comitê de Atividades Não-Americanas, no qual foi amplamente utilizado o termo Inquisição para se referir ao fenômeno contemporâneo da histeria anticomunista. O teor do trabalho foi posteriormente ampliado em The American Inquisition, 1945-1960, por Cedric Belfrage, e mais tarde em 1982, com o livro Inquisition: Justice and Injustice in the Cold War, de Stanley Kutler. O termo inquisição se tornou tão amplamente usado que passou a ser sinônimo de "investigação oficial, especialmente de natureza política ou religiosa, caracterizada por sua falta de respeito aos direitos individuais, preconceito por parte dos juízes e punições cruéis".

## A Lenda Negra na Espanha
É difícil avaliar o grau em que o povo espanhol aceitou a Inquisição. Kamen tentou resumir a situação dizendo que a Inquisição era considerada um mal necessário para manter a ordem. Não é como se não houvesse nenhum crítico do Tribunal, havia muitos como é evidente nos arquivos da própria Inquisição, mas esses críticos não são considerados relevantes para a Lenda Negra. Por exemplo, em 1542, Alonso Ruiz de Virués, humanista e arcebispo, criticou sua intolerância e aqueles que usavam correntes e o machado para mudar a disposição da alma; Juan de Mariana, apesar de apoiar a Inquisição, criticou conversões forçadas e a crença na pureza do sangue (limpieza de sangre).
A opinião pública começou a mudar lentamente após o século XVIII, graças aos contatos com o mundo exterior, como consequência, a Lenda Negra começou a aparecer na Espanha. A liberdade religiosa e intelectual na França foi observada com interesse e as vítimas iniciais da Inquisição, conversos e moriscos, desapareceram. Intelectuais iluminados começaram a aparecer como Pablo de Olavide e mais tarde Pedro Rodríguez de Campomanes e Gaspar Melchor de Jovellanos, que culparam a Inquisição pelo tratamento injusto dos conversos. Em 1811, Moratín publicou o Auto de fé celebrado na cidade de Logroño (Auto de fé realizada na cidade de Logroño), que relacionava a história de um grande julgamento contra várias bruxas ocorridas em Logroño, com comentários satíricos de o autor. No entanto, esses intelectuais liberais, alguns dos quais eram membros do governo, não eram revolucionários e estavam preocupados com a manutenção da ordem social.
A Inquisição deixou de funcionar na prática em 1808, durante a Guerra da Independência Espanhola, tendo sido abolida pelo governo francês ocupante, embora permanecesse como instituição até 1834.
Uma escola de historiadores liberais apareceu na França e na Espanha no início do século XIX e foi a primeira a falar sobre o declínio da Espanha. Eles consideraram a Inquisição responsável por esse declínio econômico e cultural e por todos os outros males que afligiam o país. Outros historiadores europeus retomaram o tema mais tarde e essa posição ainda pode ser vista hoje. Essa escola de pensamento afirmou que a expulsão dos judeus e a perseguição dos conversos levaram ao empobrecimento e ao declínio da Espanha, bem como à destruição da classe média. Este tipo de autor fez Menéndez y Pelayo exclamar:

Por que não há indústria na Espanha? Por causa da Inquisição. Por que os espanhóis são preguiçosos? Por causa da Inquisição. Por que os espanhóis tiram uma sesta? Por causa da Inquisição. Por que existem touradas na Espanha? Por causa da Inquisição.— La ciencia española, Madrid, 1953, p. 102.
Essa escola de pensamento, juntamente com os outros elementos da Lenda Negra, faria parte do anticlericalismo espanhol do final do século XIX. Esse anticlericalismo fazia parte de muitas outras ideologias de Esquerda, como socialismo, comunismo e anarquismo. Isso é demonstrado por uma declaração feita pelo deputado socialista Fernando Garrido, em abril de 1869 que a Igreja havia usado o "Tribunal da Inquisição como um instrumento para seus próprios fins. A Igreja usou a Inquisição para amordaçar a liberdade de expressão e impedir a difusão da verdade. Impôs um despotismo rígido ao longo de três séculos e meio de história espanhola".

## Mal-entendidos
Alguns erros comuns ao relatar atividades inquisitoriais realizadas por historiadores do século XX não podem ser considerados parte integrante da Lenda Negra, embora provavelmente sejam motivados por suposições criadas pela Lenda Negra na Historiografia. Eles tendem a resultar de uma falta de consciência da natureza burocrática moderna da Inquisição Espanhola, em uma época em que a maioria dos julgamentos ainda era deixada a critério e vontade pessoal do juiz. Estes são os mais comuns:

### Taxa de execução de avaliação

#### Alto volume de investigações
Como qualquer sistema burocrático, o tribunal da Inquisição tinha a obrigação de considerar e investigar todos os casos que qualquer cidadão da Espanha lhes trouxesse, independentemente do nível social do acusador ou da opinião anterior do tribunal sobre a veracidade da reivindicação. Como conseqüência, o número de casos não processados que a inquisição teve de lidar e o número de processos abertos foi astronômico, mesmo que a taxa de condenação real do tribunal da Inquisição fosse baixa, 6% em média. O número bruto de julgamentos geralmente inclui casos de feitiçaria ou acusações falsas que foram rapidamente identificadas como invenções dos vizinhos e descartadas pelo sistema. Por exemplo, a Inquisição Espanhola julgou 3.687 pessoas por bruxaria entre 1560 e 1700, das quais apenas 101 foram consideradas culpadas. Outras estimativas da razão julgamento-condenação para bruxaria são ainda mais baixas.  
Um erro comum em algumas historiografias inquisitoriais tem sido relatar o número de julgamentos como número de condenações ou mesmo de execuções. Outro erro é assumir que o número elevado de julgamentos indicou uma acusação e uma busca ativa pelos inquisidores, em vez dos casos apresentados a eles, ou assumir uma alta proporção de condenação por julgamento, em vez de ler as frases inteiras. O erro vem da alta taxa de condenação em casos de heresia observados no norte da Europa no mesmo período, onde o veredicto não se baseou em um sistema, mas foi deixado a critério individual.

#### Cobranças múltiplas
Outro fator que contribuiu para o alto número de investigações inquisitoriais foi a baixa taxa de condenação. Devido à sua reputação de relativa imparcialidade durante seus primeiros dois séculos de existência, os cidadãos espanhóis preferiram o tribunal inquisitorial aos tribunais seculares e apresentaram seus casos a eles sempre que possível. Os detidos em prisões seculares também fizeram todo o possível para serem transferidos para as prisões inquisitoriais, já que os prisioneiros das inquisições tinham direitos, enquanto os do rei não. Como tal, os réus acusados de infrações civis blasfemariam ou se acusariam de falsas conversões a serem transferidos para os tribunais da Inquisição, o que fez com que os inquisidores levantassem uma queixa ao rei.
Outro fator que ajudou a aumentar o número de julgamentos que a inquisição teria conduzido, especialmente em relação à bruxaria e às falsas conversões, foram os grupos de acusações que frequentemente eram investigadas em conjunto. Os acusadores tendiam a lançar "bruxaria" ou outras acusações vagas na mistura, junto com reivindicações legítimas. Os casos em que a bruxaria foi julgada, juntamente com outras acusações sérias, são relatados como "julgamentos da bruxaria pela inquisição". Por exemplo, Eleno de Céspedes foi acusado de bruxaria durante um julgamento e é frequentemente relatado como "tendo sido julgado por bruxaria pela inquisição", embora o julgamento tenha começado sob acusações de sodomia e a acusação adicional posterior de bruxaria tenha sido descartada pelo tribunal, que condenou De Céspedes apenas por bigamia.

### Papel do Inquisidor
Na cultura popular, o Inquisidor é uma entidade toda, poderosa, má e sádica. Mesmo trabalhos sérios que não tiveram tempo para investigar o sistema jurídico espanhol como um todo tendem a cometer o erro de atribuir-lhe mais poder no veredicto final do que ele sustentava. Como foi declarado, o tribunal inquisitorial era um tribunal regulado por um sistema, não por uma pessoa, como os tribunais trabalham nas democracias europeias modernas. O inquisidor era apenas um funcionário público, um burocrata. Como tal, o inquisidor não tinha poder para apresentar seu próprio julgamento nos julgamentos, ele tinha poder apenas para aplicar a lei. Isso teve seus problemas, mas foi mais benéfico do que não.
Um exemplo popular disso pode ser encontrado na intervenção de Alonso de Salazar Frías no caso das Bruxas de Zurragamurdi, um dos poucos casos de bruxaria na Espanha que terminaram em execução real. Durante o julgamento, o inquisidor Frías, que como os espanhóis mais instruídos não acreditava em bruxaria, recusou-se a condenar as bruxas apesar de suas confissões voluntárias —nenhuma tortura foi usada. Ele declarou que "essas mulheres pensam que podem se transformar em corvos, mas são apenas doentes mentais!" e "Não havia bruxas na Espanha até que os franceses começaram a conversar e escrever sobre elas". No entanto, ele não tinha o poder de arbitrariamente declará-las inocentes. O caso foi levado ao inquisidor-geral de Madrid, que concordou com Frías ao considerar que as mulheres não eram bruxas, apenas mentalmente perturbadas. No entanto, mesmo que os dois homens considerassem que as mulheres não eram culpadas, elas tiveram que ser condenadas porque os vizinhos se recusaram a retirar as acusações e os requisitos legais para se condenar com qualquer confissão voluntária por crime combinada com testemunho unânime e consistente de muitas testemunhas oculares foram encontrados. Os juízes não tinham o direito de tomar uma decisão arbitrária sobre a lei escrita. Isso mostra a natureza burocrática e moderna da Inquisição Espanhola, quando comparada a outros tribunais europeus, e o poder limitado que os próprios inquisidores possuíam.